# Mănăstirea Humorului
Mănăstirea Humorului è un comune della Romania di 3 676 abitanti, ubicato nel distretto di Suceava, nella regione storica della Bucovina.
Il comune è formato dall'unione di 3 villaggi: Mănăstirea Humorului, Pleșa, Poiana Micului.